# Jean-Louis Florentz
Œuvres principales
Magnificat - Antiphone pour la Visitation (1980)
Debout sur le Soleil (1990)
Asmarâ (1992)
Le Songe de Lluc Alcari (1994)
Les Jardins d'Amenta (1997)
L’Anneau de Salomon (1997-99)
L'Enfant des Iles (2002)
Jean-Louis Florentz est un compositeur français né à Asnières-sur-Seine, le 19 décembre 1947 et mort à Paris le 4 juillet 2004.

## Biographie
Élève de Pierre Schaeffer et d'Olivier Messiaen, il obtient, en 1978, le Prix de composition Lili Boulanger, suivi de divers prix de la SACEM et de l'Institut de France. Ses voyages incessants en Afrique lui permettent d’étudier l’ethnomusicologie et la linguistique. Il était un ami d'Olivier Latry, organiste de la Cathédrale Notre-Dame de Paris.
En 1980-1981, il est pensionnaire de la Villa Médicis. Il poursuit cette trajectoire et devient pensionnaire de la Casa de Velázquez en 1983-1984 à Madrid. 
Sa musique possède un fort pouvoir évocateur, foisonnant, luxuriant, en gardant une clarté toute française ; son œuvre se place dans la mouvance d’Henri Dutilleux.
Il meurt d'un cancer en 2004.
Il était membre de l'Académie des beaux-arts depuis 1995. Michaël Levinas lui succède en 2009 et prononce son éloge sous la Coupole le 15 juin 2011.

## Œuvres

### Compositions
- Ti'ndé (op. 1, 1975-1976), pour alto et petit orchestre
Commande du Ministère de la Culture
- Ténéré - Incantation sur un verset coranique (op. 2, 1977-1978), pour orchestre
Commande du Ministère de la Culture
- Magnificat - Antiphone pour la Visitation (op. 3, 1979-1980), pour ténor, chœur mixte et orchestre.
Commande du Festival d’arts sacrés de la Ville de Paris.
- Lune de sang (1981) pour cor d'harmonie solo
- Vocalise (ad libitum, lointain mystérieux)(1982) pour voix solo
- Les Marches du Soleil (op. 4, 1981-1983), pour orchestre. Commande de Radio France
- Laudes - Kidân za-nageh (op. 5, 1983-1985), 7 pièces pour orgue. Durée 32 min. Commande de « Ars organorum »
  - I. Dis-moi ton nom…
  - II. Prière pour délier les charmes
  - III. Harpe de Marie
  - IV. Chant des fleurs
  - V. Pleurs de la Vierge
  - VI. Rempart de la croix
  - VII. …Seigneur des lumières
- Chant de Nyandarua (op. 6, 1985), pour 4 violoncelles. Durée 15 min - Commande de Radio France
- Asún, Conte symphonique sur l’Assomption de Marie (op. 7, 1985-1988)(intitulé Requiem de la Vierge jusqu'en 1999), pour soprano, ténor, baryton, chœur mixte, chœur d’enfants et orchestre. Durée 50 min. Commande de Radio France. 7 tableaux :
  - I. L’Aube sur le lac Tana, en Éthiopie
  - II. L’Ange à la Palme
  - III. La Forêt des Arcanes
  - IV. L’Autel de l’Eau (Prière de Marie au Golgotha)
  - V. L’Arche de Miséricorde
  - VI. Colonnes de Soleil
  - VII. Porte de la Lumière
- Debout sur le Soleil (op. 8, 1990), chant de résurrection pour orgue. Durée 25 min
Commande de Radio France
- Asmarâ (op. 9, 1991-1992), pour chœur mixte à cappella. Durée 17 min
Commande du Conseil général de Savoie et du Ministère de la Culture
- Le Songe de Lluc Alcari (op. 10, 1992-1994), pour violoncelle et orchestre. Durée 32 min
Commande de « Musique nouvelle en liberté » et du Ministère de la Culture pour l’Orchestre de Paris
- Second Chant de Nyandarua (op. 11, 1994), litanies pour 12 violoncelles. Durée 13 min
- L’Ange du Tamaris (op. 12, 1995), pour violoncelle solo, durée 11 min 30 s environ
- Les Jardins d’Amènta, conte symphonique pour grand orchestre (1997), durée 32 min
Commande de l’Orchestre national de Lyon
- L’Anneau de Salomon (op. 14, 1997/1998 - 1er avril 1999), danse symphonique pour orchestre seul. Durée 25 min
Commande de l’Orchestre national de Lyon
- La Croix du Sud (op. 15, 1999-2000), poème symphonique pour orgue. Durée 17 min
Commande de l’Association Renaissance des grandes orgues de la Basilique Saint-Rémi de Reims
- L’Enfant des îles (op. 16, 2001 - 10 mars 2002), poème symphonique pour grand orchestre. Durée 33 min
Commande de l’Orchestre national des Pays de la Loire
- L’Enfant noir, conte symphonique pour Grand-Orgue en 14 tableaux (op. 17), 1er tableau : Prélude (2002, dédié à Béatrice Piertot), durée 9 min
Commande des Concours internationaux de la Ville de Paris et de « Musique nouvelle en liberté ».
- Qsar Ghilâne ou le Palais des Djinns (op. 18, 2003), poème symphonique pour orchestre. Durée 22 min
Commande de l’Ensemble orchestral de Paris et du Ministère de la Culture
- Psaume et Litanies II (2004) pour violoncelle et piano. Durée 12 min

### Écrits
- « Incidences de la bio-acoustique dans la composition musicale », Journal de Psychologie, no 1-2, janvier-juin 1983
- « La question du timbre et les vibratos harmoniques dans les Laudes, op. 5 pour orgue », L’Orgue no 218, avril-juin 1991. Également disponible dans Contemporary Music Review, vol. 8, part 1, 1993
- « L’espace symphonique et la liturgie éthiopienne dans Debout sur le Soleil, op. 8, pour orgue », L’Orgue, no 221, janvier-février-mars 1992
- « Incidences et traditions musicales éthiopiennes dans Asmarâ, op. 9 », Intemporel, bulletin de la Société nationale de musique no 26, avril-juin 1998
- « L’Église orthodoxe éthiopienne de Jérusalem. L’Assomption à Däbrä Gännät, Monastère du Paradis, Jérusalem-Ouest », Ocora/Radio-France C 560027/028 (2CD)
- Enchantements et merveilles, aux sources de mon œuvre, Lyon, Symétrie, 2008, 132 p.  (ISBN 978-2-914373-40-1)

## Hommages
Le Grand Prix d’orgue international de l’Académie des beaux-arts, organisé dans le cadre du Printemps des Orgues, qui attribue chaque année depuis 2002 une récompense distinguant le meilleur jeune espoir parmi les organistes, a été renommé Grand Prix Florentz ou Grand prix d'orgue Jean-Louis Florentz en 2005 à la suite de la mort de l'artiste.

## Discographie
- Magnificat (dédié à Roland Bourdin) – Antiphone pour la Visitation / Les Laudes, I. Caley par Michel Bourcier (orgue), Ensemble vocal Michel Piquemal, Ensemble orchestral de Paris, Armin Jordan (dir.)  – Erato/MFA 2292-45432-2.
- Debout sur le Soleil / Les Laudes par Michel Bourcier (orgue) – Koch/Schwann 3-6407-2H1.
- Les Jardins d’Amènta / Le Songe de Lluc Alcari / L’Ange du Tamaris par Yvan Chiffoleau, Yves Potrel (violoncelles), Orchestre national de Lyon, Emmanuel Krivine, Günther Herbig (dir.) – MFA/Radio France – MFA 216023
- L’Enfant des îles / L’Anneau de Salomon par l'Orchestre national des Pays de la Loire, Hubert Soudant (dir.) - Forlane 16832
- Intégrale de l'œuvre pour orgue par Michel Bourcier, Olivier Latry et Béatrice Piertot, 2 Cds in livre-disque Marie-Louise Langlais : Jean-Louis Florentz, l'œuvre d'orgue. témoignages croisés, Symétrie, Lyon, 2009.
- Asun, Requiem de la Vierge par Françoise Pollet, chœur et orchestre de Radio-France, Claude Bardon (dir.), 1988 (live)

Pièces séparées
- Chants de Nyandarua par  P. Boufil, M. Bardon, F. Dariel, C. Tricoire (violoncelles) dans 133 violoncelles pour Pablo Casals – Vogue VG 651-645007 (live)
- L’Ange du Tamaris  par Dominique de Williencourt (violoncelle) dans Musique française pour violoncelle - Triton TRI 2021
- L’Ange du Tamaris par Arto Noras (violoncelle) - Arion ARN 68414
- Asmarâ dans French Choral Music par le Netherlands Chamber Choir, Ed Spanjaard (dir.) - Globe/Codaex GLO 5215
- La Croix du Sud, Poème Symphonique op. 15, par Louis-Noël Bestion de Camboulas à l'orgue Scherrer-Walker-Kuhn de l'église Saint-François de Lausanne, 2017, Ligia.